# La mañana siguiente
La mañana siguiente es el primer álbum de la cantante argentina Silvina Garré. 

## Lista de canciones
| N.º | Título                             | Escritor(es)       | Duración |  |
| 1.  | «Canción del Pinar»                | Jorge Fandermole   | 3:40     |  |
| 2.  | «En los Brazos de Mi Padre»        | Jorge Fandermole   | 4:23     |  |
| 3.  | «De Prostitutas (Diciembre '80)»   | Fito Páez          | 3:05     |  |
| 4.  | «Los Locos y Los Niños»            | Jorge Fandermole   | 4:15     |  |
| 5.  | «Se Fuerza la Máquina»             | Gato Pérez         | 4:05     |  |
| 6.  | «Somos la Ciudad (Agosto '81)»     | Fito Páez          | 4:42     |  |
| 7.  | «A Quién sea Mi Hijo (Julio '82)»  | Fito Páez          | 2:31     |  |
| 8.  | «Cada Domingo (Junio '81)»         | Fito Páez          | 3:29     |  |
| 9.  | «Vieja Rata»                       | Lalo de los Santos | 5:08     |  |
| 10. | «Patrón de Identidades (Mayo '82)» | Fito Páez          | 3:54     |  |

## Créditos y personal
- Silvina Garré: voz.
- Fito Páez: piano electroacústico Yamaha CP-70, sintetizador polifónico Prophet 5, sintetizador monofónico minimoog, segunda voz (en «De prostitutas») y arreglos.
- Lalo de los Santos (1956-2001): bajo eléctrico, guitarra acústica, coros y arreglos.
- Daniel Wirtz (1958-2008): batería.
- Roberto Tschopp: guitarra eléctrica.
- Juan Carlos Baglietto: tumbadoras, cencerros y voz en «Se fuerza la máquina».
- Coro juvenil "Tercera Edad": Papá Garré, Jorge Da Silva, Adrián Posse y Lalo de Los Santos en «Se fuerza la máquina».
- José Luis Coulin: violonchelo en «Canción del Pinar».

- Jorge C. Portunato: dirección artística.

## Agradecimientos de la intérprete
Agradezco especialmente: 
A Jorge Da Silva por su paciencia y dedicación; a Portu por su confianza y experiencia; a Juan por creer en mí y en mi trabajo.
Dedico este disco a Juan con todo mi amor.
- Datos: Q97125260